# Alopecosa disca
Alopecosa disca là một loài nhện trong họ Lycosidae.
Loài này thuộc chi Alopecosa. Alopecosa disca được Guo Tang et al miêu tả năm 1997..